# Hiisisaari (ö i Lappland)
Hiisisaari är en ö i Finland. Den ligger i sjön Hiisijärvi och i kommunen Ranua i den ekonomiska regionen  Rovaniemi ekonomiska region  och landskapet Lappland, i den norra delen av landet, 700 km norr om huvudstaden Helsingfors. Öns area är 1,3 hektar och dess största längd är 180 meter i nord-sydlig riktning.